# Los Olmos
Los Olmos település Spanyolországban, Teruel tartományban. Los Olmos Alcorisa, Berge, La Mata de los Olmos, Alloza és Andorra községekkel határos. Lakosainak száma 117 fő (2024).

## Népesség
A település népessége az utóbbi években az alábbiak szerint változott:
| Lakosok száma | 144  | 141  | 142  | 136  | 124  | 130  | 122  | 120  | 120  | 117  |
|               | 2001 | 2004 | 2007 | 2009 | 2012 | 2014 | 2017 | 2019 | 2022 | 2024 |